# Zaragoza (1867)
 For alternative betydninger, se Zaragoza (flertydig). (Se også artikler, som begynder med Zaragoza)
Zaragoza var Spaniens fjerde søgående panserskib, og det indgik i den spanske marines plan om at genskabe landet som maritim stormagt, efter at opfindelsen af panserskibet i 1859 i princippet havde gjort alle upansrede skibe forældede. Skibet blev bygget i Spanien som en traditionel konstruktion med et panserbeklædt træskrog. Designet var så tæt baseret på panserskibet Arapiles, at der næsten var tale om søsterskibe. Navnet henviser til den nordspanske by Zaragoza, der opnåede heltestatus i landet under to franske belejringer i Napoleonskrigene i 1808 og 1809.

## Tjeneste
Efter færdiggørelsen i 1868 indgik Zaragoza i den spanske Middelhavsflåde indtil slutningen af 1869, hvor skibet blev sendt til eskadren i Caribien, med base på Cuba. I 1873 blev det kaldt tilbage til Spanien for at hjælpe med at nedkæmpe de oprørske flådestyrker på flådebasen i Cartagena. Zaragoza fik nye kanoner i midten af 1880'erne, og gennemgik et større eftersyn i 1889, og skibet indgik det meste af tiden i den spanske skole-eskadre. Den aktive tjeneste som panserskib ophørte i 1892, hvorefter Zaragoza fungerede som torpedo-skoleskib til udrangeringen i 1897.